# Nero Moura
Nero Moura (Cachoeira do Sul, 30 de janeiro de 1910 — Rio de Janeiro, 17 de dezembro de 1994) foi um militar brasileiro. É o patrono da aviação de caça do Brasil.

## Biografia
Filho de Gilberto Moura e Maria Emília Marques Moura, cursou o primário no Ginásio Rio Branco, em sua cidade natal, cursando depois o Colégio Militar de Porto Alegre. Em 1927 foi admitido como cadete na Escola Militar do Realengo, no Rio de Janeiro. No ano seguinte foi transferido para a Escola de Aviação Militar no Campo dos Afonsos, onde completou os estudos de oficial aviador do Exército, na antiga arma de Aviação Militar do Exército Brasileiro. Promovido a segundo-tenente em janeiro de 1931, suas primeiras missões foram no Correio Aéreo Militar.
Durante a Revolução de 1932 participou do lado das forças legais, executando voos de reconhecimento, bombardeio e ataque ao solo, na região do Vale do Paraíba. Em 1934 foi enviado para o curso de aperfeiçoamento na École d'Aplication de L'air, em Versalhes, na França.
Promovido a capitão, em 1937, foi designado subcomandante e comandante substituto do Terceiro Regimento de Aviação em Santa Maria, no Rio Grande do Sul.

Despacho do então major Nero Moura com Salgado Filho, primeiro Ministro da Aeronáutica.

Participou da organização e criação do Ministério da Aeronáutica e da Força Aérea Brasileira, em 1941, já como major-aviador, tendo sido instrutor do curso de aperfeiçoamento de oficiais.

Durante a Segunda Guerra Mundial foi comandante do 1º Grupo de Aviação de Caça, tendo realizado 62 missões de guerra entre 4 de novembro de 1944 e 1 de maio de 1945.
Em 1945 foi nomeado comandante do Primeiro Regimento de Aviação da Base Aérea de Santa Cruz. Comandava o 1º Regimento de Aviação no Rio de Janeiro quando, em outubro de 1945, o ditador Getúlio Vargas foi deposto da presidência do país por um movimento liderado pelo general Góes Monteiro. Fiel a Vargas, Nero Moura chegou a ser detido por alguns dias. Em seguida, abandonou a vida militar e passou a se dedicar à iniciativa privada, ainda na área de aviação.
Aposentou-se da Aeronáutica aos 35 anos, com 5000 horas de voo. Fundador e organizador da Aerovias Brasil e do Loide Aéreo. Posteriormente, em 1950 assumiu o cargo de Ministro da Aeronáutica.

## Participação na Segunda Guerra Mundial[2]
Promovido a major-aviador em dezembro de 1941, permaneceu como assistente militar do ministro da Aeronáutica até dezembro de 1943 quando, por designação do ministro Joaquim Pedro Salgado Filho, foi nomeado comandante do recém-criado 1º Grupo de Aviação de Caça (1º GAvCa) da FAB, que acompanhou os efetivos da Força Expedicionária Brasileira (FEB) enviados no ano seguinte para lutar contra as potências do Eixo na Segunda Guerra Mundial. O 1º GAvCa contava com quase quinhentos integrantes, entre os quais 50 pilotos, e ficou conhecido pelo seu lema “Senta a pua!”, expressão que conclamava os membros do grupo a enfrentarem o inimigo com determinação.
Em janeiro de 1944, Nero Moura viajou para os Estados Unidos acompanhado por 32 homens, que constituíam o núcleo do 1º GAvCa. Depois de um período de treinamento na School of Applied Tactics of the Army Air Force, localizada em Orlando, Flórida, esses militares foram enviados ao Panamá, onde se reuniram ao restante do Grupo de Caça que se encontrava nesse país desde fevereiro. Em junho, Nero Moura foi promovido a tenente-coronel aviador e partiu com seus comandados para a base aérea de Suffolk Fields, ao norte de Nova Iorque, onde os militares brasileiros realizaram treinamento nos caças Republic P-47 Thunderbolt, um dos mais modernos aviões então utilizados pela Forças Aéreas do Exército dos Estados Unidos (US Army Air Forces - USAAF).
O 1º GAvCa desembarcou no porto italiano de Livorno, em outubro de 1944, integrando-se ao 350º Regimento de Caça da Força Aérea Americana e participando ativamente da campanha contra as tropas alemãs que operavam no vale do rio Pó. Nero Moura realizou 62 missões aéreas contra o inimigo, que se rendeu aos exércitos aliados no início de maio de 1945. Cerca de dois meses depois, partiu da Itália para os Estados Unidos comandando um grupo de oficiais brasileiros encarregado de buscar em San Antonio, Texas, 19 aviões P-47 que a força aérea norte-americana havia reservado para a FAB. Nero Moura e seus homens chegaram ao Rio de Janeiro a bordo desses aviões em 16 de julho de 1945 e, dois dias depois, compareceram ao Desfile da Vitória, que congregou nas ruas da capital grande número de oficiais e soldados que haviam participado da guerra.

## No Ministério da Aeronáutica[1]
Em outubro de 1950, Getúlio Vargas foi eleito presidente da República, derrotando nas urnas, entre outros, o brigadeiro Eduardo Gomes, seu antigo oponente e principal figura da Força Aérea desde sua criação. Diante da dificuldade em encontrar um oficial-general que lhe inspirasse confiança política, Vargas convidou Nero Moura para ser o Ministro da Aeronáutica em seu novo governo, tomando posse em 31 de janeiro de 1951. essa indicação causou mal-estar entre os brigadeiros do comando da FAB, que chegaram a discutir o lançamento de uma nota de protesto, foi contrabalançado pela popularidade de Nero Moura entre a oficialidade de menor patente. Eduardo Gomes, convidado, não tinha aceitado o convite.
Em agosto de 1951, Nero Moura foi promovido a brigadeiro, com base em uma lei que permitia uma segunda promoção na reserva aos oficiais que haviam participado da repressão à Intentona Comunista de 1935. Sua administração à frente do Ministério da Aeronáutica foi marcada por um diversas realizações, como a criação do Comando de Transporte Aéreo (Comta), a introdução da aviação a jato no Brasil com a aquisição dos aviões ingleses Gloster Meteor, a implantação de dois centros de Instrução Militar (CIMs) um deles no Campo dos Afonsos, no Rio de Janeiro, o outro em Natal, a construção e inauguração do Base Áerea do Cachimbo (PA) que deu apoio aos aviões que faziam a rota comercial Rio-Manaus, a ativação do Centro Técnico da Aeronáutica (CTA), criado por iniciativa de seu colega Coronel Casimiro Montenegro Filho. Em sua gestão, as instalações da Escola de Especialistas foram transformadas no primeiro aeroporto internacional do país, o Galeão, no Rio. Nero Moura também procurou imprimir maior eficiência aos serviços do Correio Aéreo Nacional e às unidades aéreas, dois importantes setores da FAB.
A crise político-militar latente desde o início do segundo governo constitucional de Vargas agravou-se depois do atentado desfechado na madrugada do dia 5 de agosto de 1954 na rua Toneleros, no Rio, contra o jornalista e líder oposicionista vinculado à União Democrática Nacional (UDN), Carlos Lacerda. Além de um ferimento em Lacerda, o incidente resultou na morte do major-aviador Rubens Vaz, seu acompanhante na ocasião. Subitamente, a Aeronáutica foi colocada no centro dos acontecimentos. No mesmo dia, Nero Moura designou o coronel-aviador João Adil de Oliveira para acompanhar o inquérito policial então instaurado, que rapidamente reuniu provas contra membros da guarda pessoal do presidente. Começou nesse momento a fase decisiva do confronto entre o governo e a oposição. A posição de Nero Moura perante seus comandados tornou-se cada vez mais delicada, pois o antigetulismo tradicional da força aérea evoluiu para uma aberta contestação ao governo, claramente expressa nas reuniões que se sucediam no Clube da Aeronaútica desde a morte do major Vaz.
As ligações dos criminosos com elementos do governo se tornavam cada vez mais evidentes. Na noite de 12 de agosto, por sugestão do coronel Adil, Nero Moura baixou uma portaria instaurando um inquérito policial-militar (IPM) a ser conduzido diretamente pela FAB e chefiado pelo próprio Adil. A partir daí, militares da Aeronáutica passaram a atuar de maneira cada vez mais incisiva na elucidação do atentado, prendendo e interrogando membros da guarda pessoal de Vargas, revistando dependências do palácio do Catete (sede do governo) etc.
Em 16 de agosto, Nero Moura pediu demissão do ministério. Para substituí-lo, Getúlio chamou o brigadeiro Altair Rozsanyi, que declinou do convite. Acreditando que o clima de tensão reinante na Aeronáutica só poderia ser dissipado ou, pelo menos, atenuado caso o seu substituto fosse alguém não identificado com o governo e, de preferência, detentor da confiança de Eduardo Gomes, Nero Moura sugeriu a Vargas o nome do brigadeiro Henrique Dyott Fontenele, muito considerado entre seus companheiros de farda. O presidente concordou com a indicação, desde que Fontenele mantivesse em seus postos os oficiais que integravam o gabinete anterior. Procurado pelo ministro demissionário, Fontenele aceitou os termos da proposta.
Entretanto, na manhã de 18 de agosto, o chefe do Gabinete Civil da Presidência da República, Lourival Fontes, informou a Nero Moura que Getúlio, contrariando a combinação anterior, convidara o brigadeiro Epaminondas Gomes dos Santos, comandante da III Zona Aérea, para assumir a pasta. Além de inimigo pessoal de Eduardo Gomes, Epaminondas era extremamente impopular dentro da corporação. Em depoimento ao Centro de Pesquisa e Documentação de História Contemporânea do Brasil (Cpdoc), Nero Moura atribuiu essa repentina mudança de Getúlio às pressões exercidas por elementos do governo — entre os quais o ministro da Guerra, o general Zenóbio da Costa — contrários a qualquer entendimento com a oposição. Nero Moura deixou o ministério poucos dias antes do desfecho da crise, ocorrido em 24 de agosto, com o suicídio de Vargas, que estava nesse momento virtualmente deposto devido à perda do apoio militar ao seu governo.
Incentivador do escotismo, quando ministro determinou que todas as unidades da Força Aérea Brasileira dessem total apoio à modalidade de Escotismo do Ar, o que acontece até os dias presentes.

## Vida após o Ministério da Aeronáutica[1]
Afastado da vida pública, Nero Moura adquiriu uma fazenda em Goioerê (PR) onde se dedicaria até 1965 à cafeicultura e à pecuária. A partir de 1955, tornou-se assessor da diretoria da Refinaria de Petróleo Ipiranga S.A., função exercida até 1982.
No ano de 1986, durante as comemorações do dia da Aviação de Caça em 22 de abril, na Base Aérea de Santa Cruz, o brigadeiro Nero Moura foi proclamado “Patrono Vivo da Aviação  de  Caça”,  pelo  Tenente-Brigadeiro-do-Ar Octávio Júlio Moreira Lima, então Ministro da Aeronáutica, por intermédio da  ordem-do-Dia  referente  à  data.  Demonstrando  sua  reconhecida  modéstia, o título de Patrono foi assim comentado por Nero Moura: “Isto foi um ato de benemerência do atual Ministro. Mas, ainda, acho que o Patrono deveria ser um piloto que tivesse morrido em combate”.
Faleceu no Rio de Janeiro no dia 17 de dezembro de 1994. Seus restos mortais repousam no Memorial Senta a Púa, na Base Aérea de Santa Cruz no Rio de Janeiro.